# Владислав Семкович
Владислав Александер Ян Семкович (пол. Władysław Aleksander Jan Semkowicz; 8 травня 1878, Львів — 19 лютого 1949, Краків) — польський вчений-історик, що спеціалізувався в області медієвістики. Професор Ягеллонського університету (з 1916), член Польської академії знань (з 1919), генеалог, геральдик і палеограф.

## Біографія
Народився в сім'ї професора історії Александера Семковича.
У 1908 році ініціював створення «Геральдичного товариства» у Львові (пол. Towarzystwo Heraldyczne).
У 1908—1915 роках — редактор «Геральдичного щомісячника» (пол. Miesięcznik Heraldyczny), у 1908—1931 роках — редактор «Геральдичного щорічника» (пол. Rocznik Heraldyczny).
Під час окупації Кракова німецькими військами був схоплений в числі професури Ягеллонського університету і відправлений до концтабору Заксенхаузен. Після звільнення з табору працював у створеному німецькими властями інституті Institut für Deutsche Ostarbeit. Підозрювався в колабораціонізмі, за іншими даними пішов на співпрацю з німцями за завданням підпільної Армії крайової.

### Вибрана бібліографія
Владислав Семкович є визнаним фахівцем у галузі допоміжних історичних дисциплін.
Автор багатьох праць з історії середньовічної Польщі, палеографії, середньовічній філології, хронології, дипломатики, сфрагістики, геральдики з генеалогією, нумізматики та історичної географії. У 1932 році опублікував у співавторстві з Станіславом Кутшебою «Акти унії Польщі з Литвою 1385—1791». Видав в тому ж році класичну серед істориків «Енциклопедію допоміжних історичних наук» і «Латинську палеографію».
Автор багатьох історичних карт і видавець першоджерел. Член комісії щодо створення історичного Атласу Польщі.
- Ród Awdańców w wiekach średnich. — Poznań, 1920.
- Encyklopedia nauk pomocniczych historii, 2000. — ISBN 83-7052-850-3.
- Paleografia łacińska. — Kraków, 2002. — ISBN 83-7052-532-6.
- Nagana i oczyszczenie szlachectwa w Polsce XIV. i XV. wieku (1899).
- Wywody szlachectwa w Polsce XIV—XVII // Rocznik Towarzystwa Heraldycznego we Lwowie, 1913.
- Geograficzne podstawy Polski Chrobrego, 1925.
- Akta unii Polski z Litwą 1396—1791, 1938.
- Ród Sunigajły // O litewskich rodach bojarskich zbratanych ze szlachtą polską w Horodle r. 1413 // Miesięcznik Heraldyczny. Organ Towarzystwa Heraldycznego we Lwowie. — R. 7. — 1914. — Nr. 3—4.
- Дружина и Шренява. Геральдическое исследование.

## Ресурси Інтернету
- Semkowicz Władysław Aleksander(пол.)
- Semkowicz Władysław Aleksander [Архівовано 29 липня 2014 у Wayback Machine.] (пол.)